# Ernst Herter
Ernst Herter (Berlijn, 14 mei 1846 - Charlottenburg, 21 december 1917) was een Duitse beeldhouwer en medailleur. Hij was gespecialiseerd in het maken van sculpturen gebaseerd op thema's vanuit de Griekse mythologie.

## Biografie

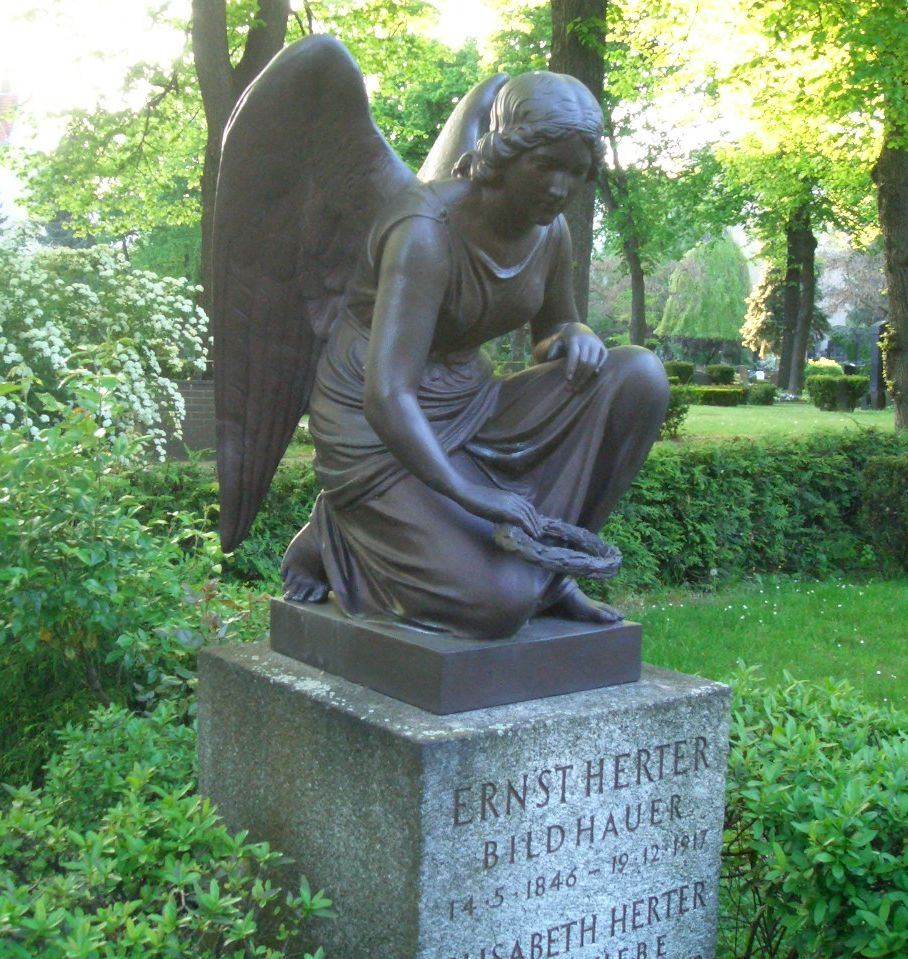
Het graf van Ernst Herter met daarop zijn eigen sculptuur Victoria

Herter werd opgeleid aan de Akademie der Künste in Berlijn en vervolgde zijn opleiding onder Ferdinand August Fischer, Gustav Blaeser en Albert Wolff. In 1866 maakte hij een studiereis naar Kopenhagen naar onder andere het Thorvaldsen Museum. Vanaf 1869 had hij zijn eigen werkplaats en in 1875 maakte hij een studiereis naar Italië waar hij vier maanden in Rome zou verblijven.
In 1885 trouwde Herter met Elisabeth Wiebe (1861-1939) en met haar kreeg hij vijf kinderen, waaronder Konrad Herter (1891-1980) een bekende zoöloog.
Herter werd lid van de Akademie en verkreeg de graad van Professor, hij gaf les aan onder andere: Emil Fuchs, Felix Pfeifer en Martin Schauß,
Vanaf 1900 vestigde hij zich in het toen nog zelfstandige Charlottenburg en liet daar een villa met altelier bouwen met kenmerkende friezen aan de buitenkant. Herter kon niet lang genieten van zijn kunstenaarsvilla met vier verdiepingen wegens gezondheidsklachten, waardoor hij slecht ter been was. In 1913 verkocht hij het huis en verhuurde hij het atelier aan een van zijn studenten, Gustav Schmidt-Cassel.
Op 21 december 1917 overleed Herter in Charlottenburg en werd hij begraven op de Alter Zwölf-Apostel-Kirchhof in Schöneberg. De sculptuur Victorie op zijn grafsokkel is van zijn eigen hand. Naast Ernst en zijn vrouw Elisabeth liggen ook drie van zijn kinderen, waaronder Konrad, begraven in hetzelfde graf.

## Werken
Herter heeft een veelvoud van sculpturen en monumenten nagelaten, vele daarvan zijn nog steeds te vinden in de openbare ruimte. Dit si voornamelijk in Duitsland, maar ook bijvoorbeeld in de stad New York en in Wrocław. Onder zijn opdrachtgevers behoorde onder andere keizerin Elisabeth van Oostenrijk en Hongarije(Sisi). Voor haar maakte hij in 1884 Stervende Achilles voor het Achilleion op Korfoe.
De Lorelei Fontein, een monument ter nagedachtenis aan de schrijver Heinrich Heine van Joodse afkomst, is ook van zijn hand. De fontein, oorspronkelijk bedoeld voor de stad Düsseldorf, bevindt zich in de The Bronx in de stad New York. Zowel in de voorbereiding als bij de plaatsing zorgde de fontein voor veel controverse. Als gevolg van antisemitisme en nationalistische propaganda werd het beeld geweigerd in Dusseldorf. Ook bij de plaatsing in New York was er sprake van protest, naast antisemitisme was er ook verzet vanwege het getoonde vrouwelijke naakt. De fontein kwam ten prooi aan vandalisme en kreeg in de beginjaren zelfs permanente politiebewaking.
Als medailleur maakte Herter diverse medaillons en plaquettes

## Galerij

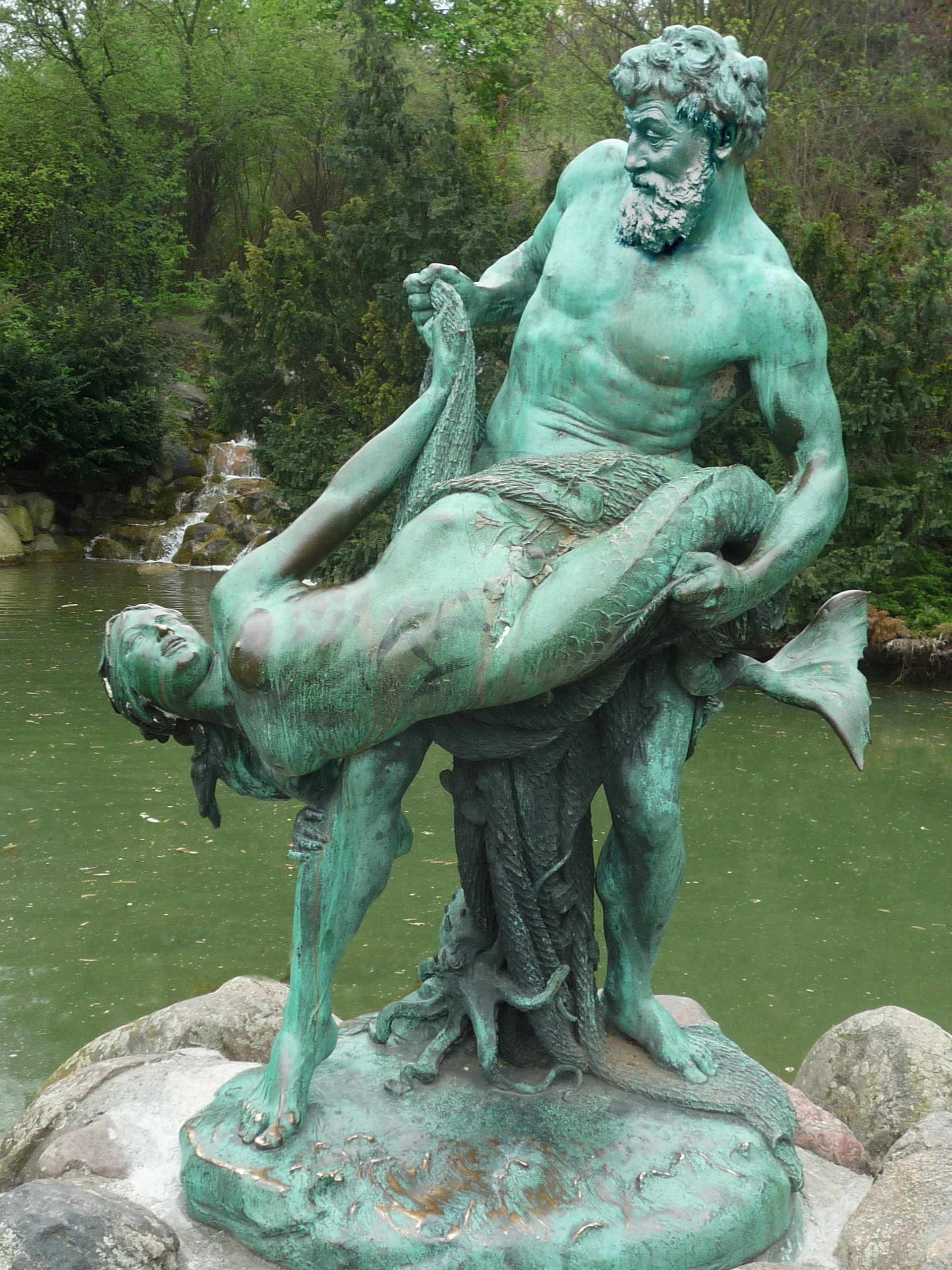
Der seltene Fang, 1896. Viktoriapark (Berlijn)
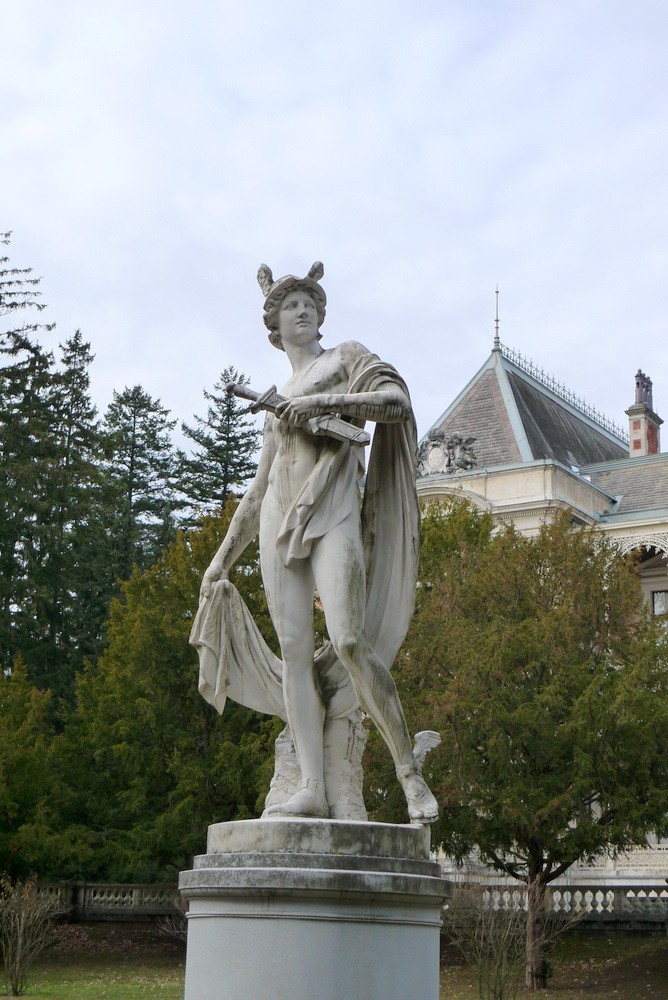
Hermes. Hermesvilla (Wenen)
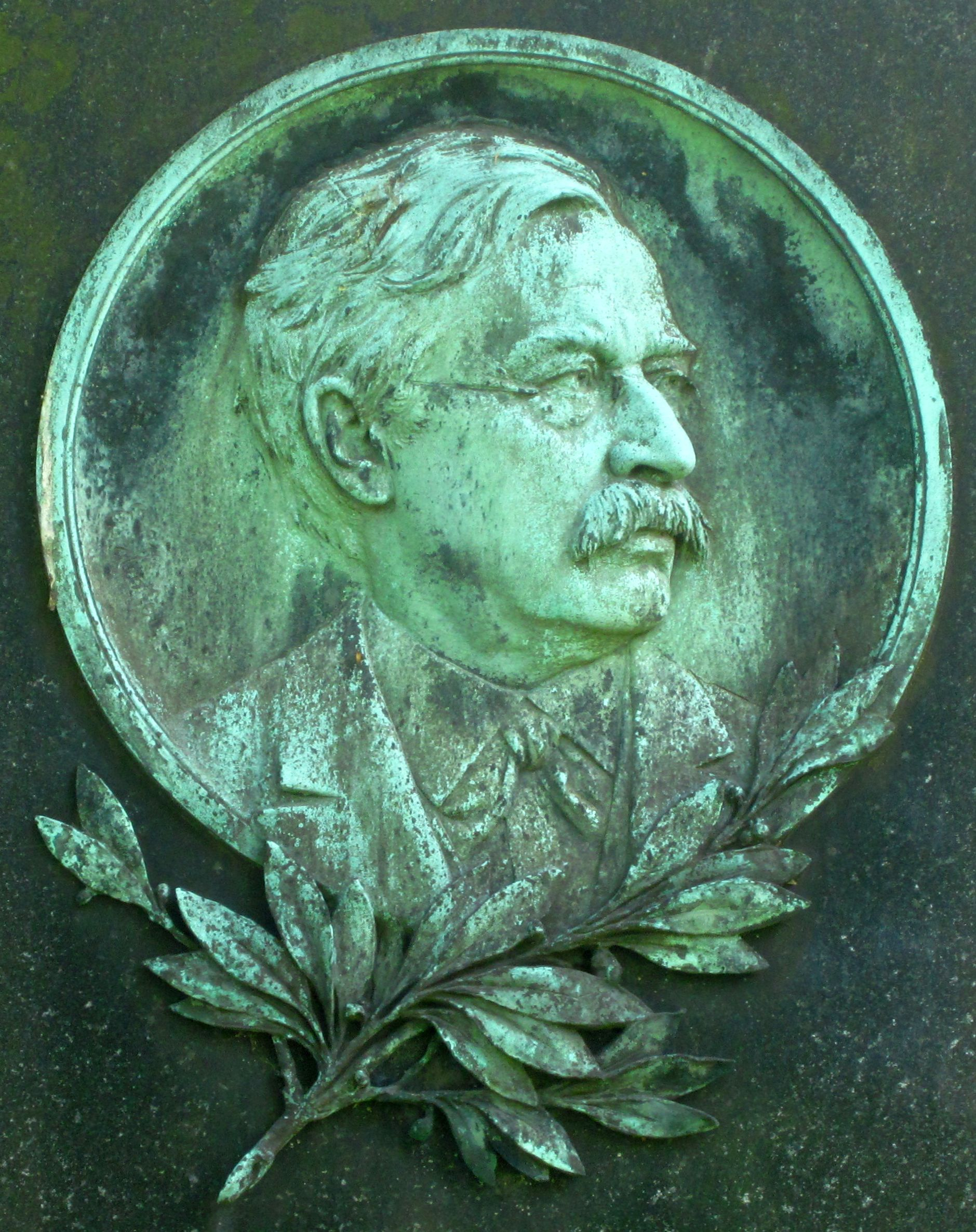
Portretmedaillon op het graf van Woldemar Bargiel (1828-1897)

- Gemeinsame Normdatei: 118774247
- International Standard Name Identifier: 0000 0001 2102 5176
- Library of Congress Control Number: n87129740
- RKD-Nederlands Instituut voor Kunstgeschiedenis: 289778
- Union List of Artist Names: 500267506
- Virtual International Authority File: 77111692
- WorldCat: E39PBJrKQYVkWgGYpxtGdKBpT3